# The Double Cross (film 1912 Otis Thayer)
The Double Cross è un cortometraggio muto del 1912 diretto da Otis Thayer.
Nello stesso anno uscirono altri due cortometraggi dallo stesso titolo: The Double Cross prodotto dall'Eclair American e The Double Cross dell'Independent Moving Pictures Co. of America (IMP).

## Produzione
Il film fu prodotto dalla Selig Polyscope Company.

## Distribuzione
Distribuito dalla General Film Company, il film - un cortometraggio in una bobina - uscì nelle sale cinematografiche statunitensi il 23 luglio 1912.